# Maarten 't Hart
Maarten 't Hart (Maassluis, 25 november 1944) is een Nederlandse gedragsbioloog en schrijver.

## Leven en werk
't Hart werd geboren als oudste zoon van een gereformeerde grafmaker. Hij bezocht het Groen van Prinstererlyceum in Vlaardingen en studeerde biologie aan de Rijksuniversiteit Leiden, waar hij in 1978 promoveerde op het proefschrift A study of a short term behaviour cycle: Creeping through in the three-spined stickleback. Hij werkte daarna als etholoog. Tot zijn populair-wetenschappelijke publicaties behoren Ratten (1973) en De stekelbaars (1978).
In zijn studententijd brak 't Hart met het christelijke geloof. Hij heeft in zijn werk het geloof herhaaldelijk sterk polemisch behandeld en zet zich met name af tegen het monotheïsme. Vooral zijn twee bundelingen 'alternatieve Bijbelstudies' Wie God verlaat heeft niets te vrezen en De bril van God zijn hier voorbeelden van. Ook in zijn romans en verhalen is vaak een zowel nostalgische als afwijzende houding te bemerken met betrekking tot zijn gereformeerde jeugd. Tegenover de Rooms-Katholieke Kerk neemt hij een onverzoenlijk standpunt in.

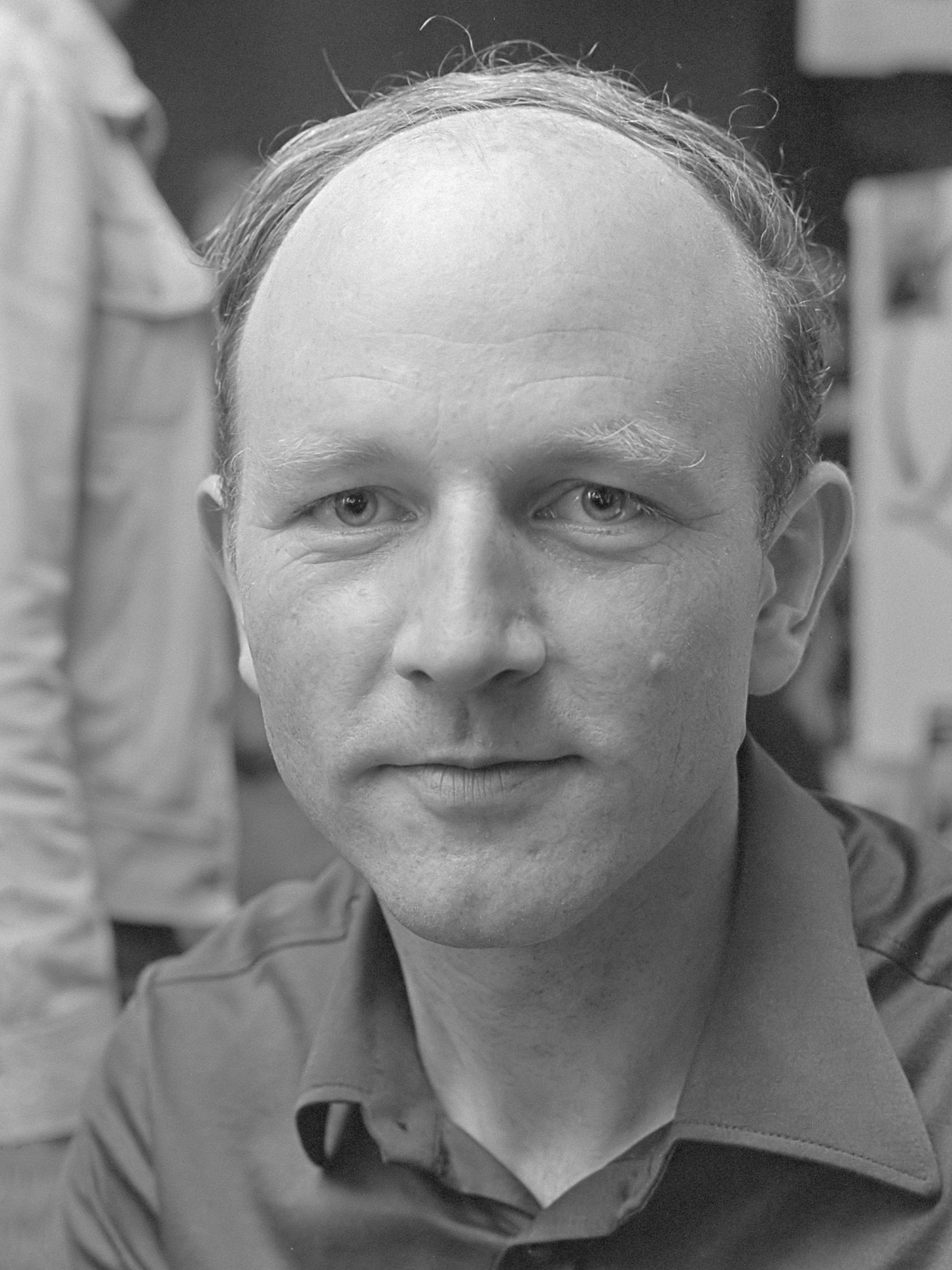
Maarten 't Hart (1979)

Als schrijver debuteerde hij in 1971 onder het pseudoniem Martin Hart met Stenen voor een ransuil, bij De Arbeiderspers, de uitgeverij die hij trouw bleef. In 1977 verscheen de verhalenbundel Mammoet op zondag, waarin het titelverhaal gaat over het voorbijkomen van een mammoetdroogdok over de Nieuwe Waterweg. Bij het uitlopen van vele inwoners van Maassluis (woonplaats van de auteur) om dit spektakel te aanschouwen rijst de vraag of zij met hun nieuwsgierigheid nog wel de zondagsrust heiligen. Met name dit verhaal weerspiegelt in een notendop de persoonlijke worsteling van Maarten ´t Hart met zijn orthodox-christelijke achtergrond, die reeds in zijn kinderjaren begon en waarvan hij zich als wetenschapper definitief zou losmaken. Zijn doorbraak als schrijver kwam in 1978 met Een vlucht regenwulpen, een roman die vaak werd herdrukt. Veel van 't Harts werken bevatten autobiografische elementen en verwijzen naar zijn jeugd in christelijk Maassluis (in het bijzonder de gereformeerde zuil), zijn ervaringen als bioloog en zijn voorliefde voor klassieke muziek, literatuur en zijn onafhankelijke geest.
't Hart heeft zich regelmatig bediend van een polemische stijl, onder meer tegen de feministische beweging (bijvoorbeeld in De vrouw bestaat niet) en literatuurrecensenten (zoals in De som van misverstanden). Hij kan hierin buitengewoon fel betogen. Hij verkent graag de grenzen tussen literaire overdrijving en persoonlijke aanval. Een van de doelwitten van zijn publieke aanvallen was jarenlang de man die hem ooit had laten zakken voor zijn rijexamen.
Zijn boek De vrouw bestaat niet leverde 't Hart aanvallen uit feministische kringen op. De politica Els Borst las het boek juist met instemming. Zij liet hem dit weten in een brief van 24 augustus 1982. Zij was het "hartgrondig eens" met de argumenten uit hoofdstuk 14, 'Het paradijs en de hel', waarin 't Hart schreef vrouwen te benijden, omdat voor hen geen anderhalf jaar militaire dienstplicht gold en omdat zij meer vrijheid dan mannen hadden waar het werken betrof. Hij had in zijn jeugd vaak gezien dat werken niet bevrijdend, maar afmattend en geestdodend was. Borst schreef hem: "ook mijn moeder had een aantrekkelijker leven dan mijn vader".

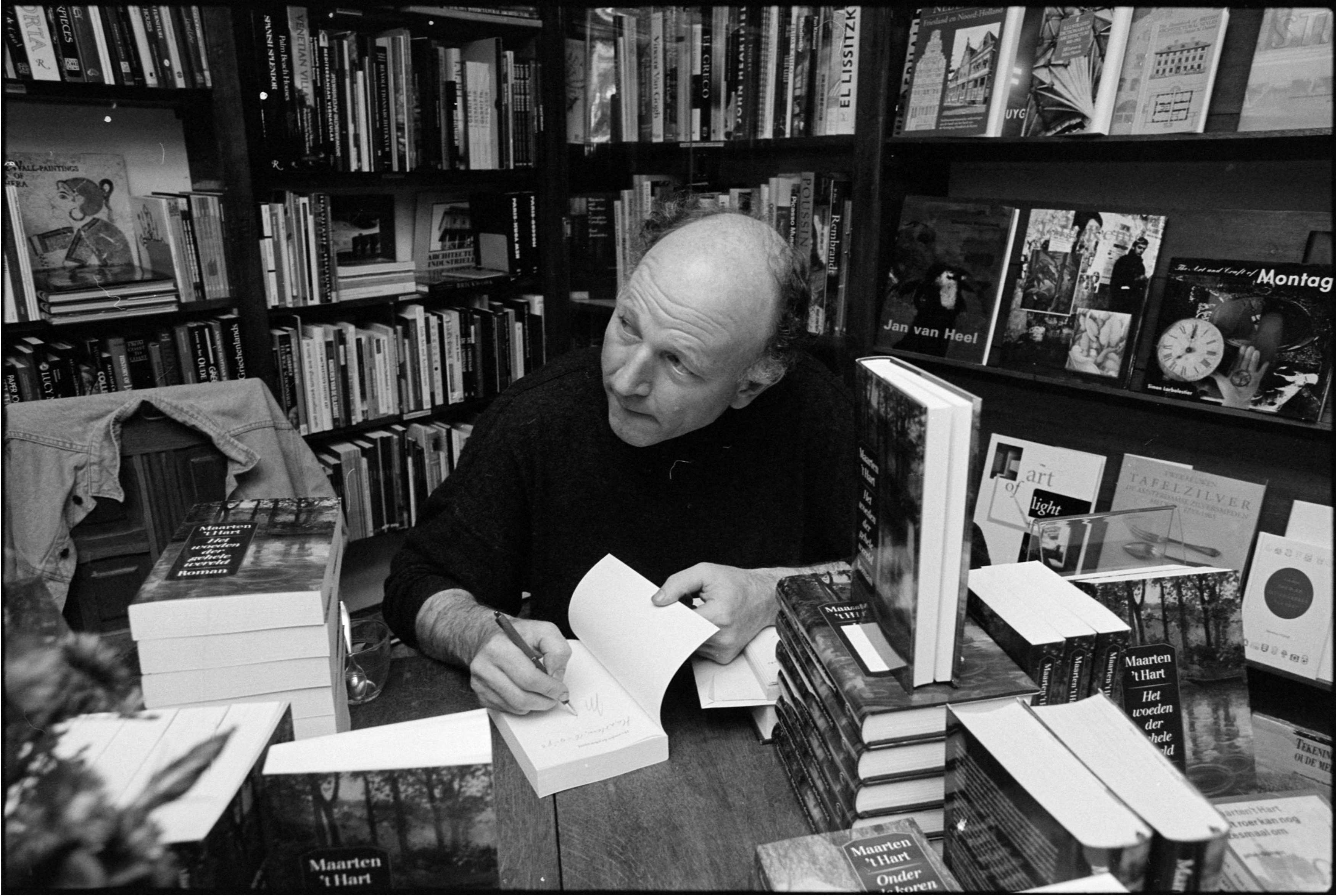
Maarten 't Hart signeert boek, 1993

In 1991 baarde 't Hart veel opzien door op het Boekenbal uit de kast te komen als travestiet. In de jaren 1990 trad hij af en toe publiekelijk in vrouwenkleding op als "Maartje", maar omstreeks 2000 is hij daarmee gestopt. Over zijn voorkeur voor vrouwenkleding schreef Mensje van Keulen het boek Geheime dame (1992).
In 2004 stelde hij zich beschikbaar als lijstduwer van de Partij voor de Dieren voor de Europese verkiezingen, maar toen de Kiesraad eiste dat personen op de kieslijst over een geldig paspoort beschikken, zei 't Hart dat hij om principiële redenen weigerde dat aan te vragen. Ook bij de Tweede Kamerverkiezingen 2006 was hij lijstduwer van de Partij voor de Dieren, maar nam daarvan al snel openlijk afstand omdat de fractievoorzitter Marianne Thieme en het Eerste Kamerlid Niko Koffeman belijdend lidmaat waren van de zevendedagsadventisten. Kort daarop slikte hij zijn kritiek op Thieme echter in.

## Maarten 't Hart en muziek

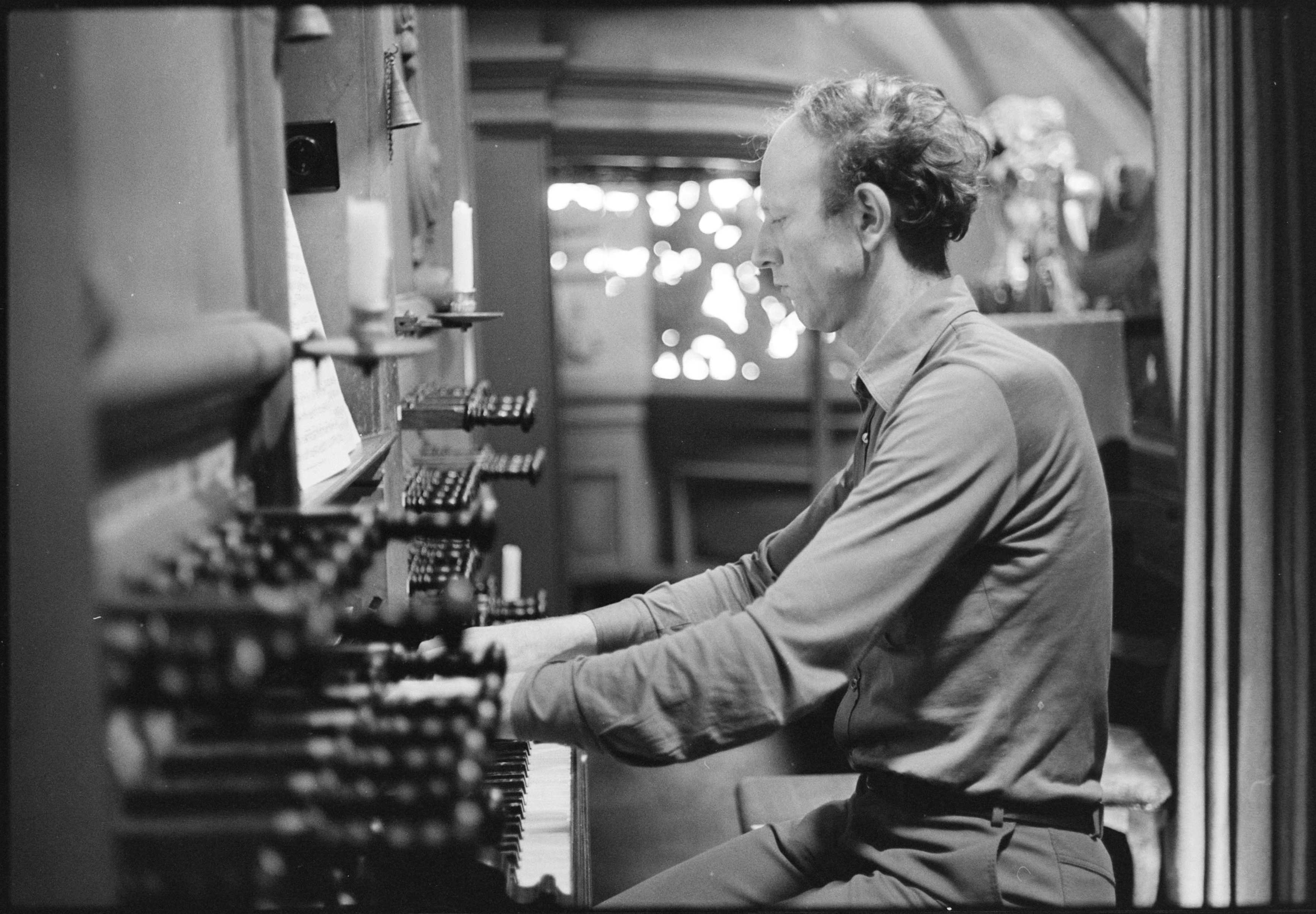
Maarten 't Hart speelt op het hoofdorgel van de Grote of Sint-Bavokerk in Haarlem, 1979.

Maarten 't Hart is een zeer hartstochtelijk liefhebber en kenner van klassieke muziek. Hij heeft er vele essays over geschreven en schreef jarenlang cd-recensies in het muziektijdschrift Luister. Over hem is vaak de anekdote verteld dat hij telefoonnummers onthoudt aan de hand van de nummering van de Bach-cantates. Zijn grootste bewondering geldt componisten als Johann Sebastian Bach, Wolfgang Amadeus Mozart, Franz Schubert en Anton Bruckner en hij heeft vaak getuigd van zijn liefde voor de muziek van Sergej Prokofjev, Carl Nielsen en Richard Strauss. Ook heeft hij meermalen een lans gebroken voor Max Reger, Franz Schmidt en Nikolaj Medtner. Daarentegen heeft hij weinig op met Gustav Mahler en Dmitri Sjostakovitsj, wier muziek hij "te depressief" vindt. Ook Igor Stravinsky heeft niet zijn voorkeur. Jazz, blues, reggae, countrymuziek, popmuziek en musical, beschouwt hij als "gedegenereerde rommel". In het hoofdstuk De Daverdreun van zijn boek Mozart en de Anderen somt hij een aantal bezwaren op die hij tegen popmuziek heeft.

## Onderscheidingen en literaire prijzen
- Voor Het vrome volk kreeg Maarten 't Hart in 1975 de Multatuliprijs.
- Het woeden der gehele wereld werd in 1994 bekroond met de Gouden Strop.
- In 2003 werd 't Hart benoemd tot Ridder in de Orde van de Nederlandse Leeuw.
- Hij is ereburger van Maassluis.[4]
- Op 29 november 2014 kreeg hij een Diamanten Boek, omdat er vanaf de eerste druk meer dan een miljoen exemplaren van zijn roman Een vlucht regenwulpen waren verkocht. De onderscheiding werd uitgereikt door het CPNB op het slotfeest van Nederland Leest.
- In 2017 ontving Maarten 't Hart de J.M.A. Biesheuvelprijs voor de beste korteverhalenbundel met ‘De moeder van Ikabod’.[5] Maar hij heeft deze prijs niet opgehaald.[6]
- In 2018 werd aan hem de Ina Dammanprijs toegekend.[7]
- In december 2024 werd bekendgemaakt dat de P.C. Hooft-prijs voor verhalend proza aan 't Hart werd toegekend.[8] De uitreiking vond plaats op 23 mei 2025 in besloten kring bij de schrijver thuis.[9]

## Persoonlijk
Maarten 't Hart is gehuwd met Hanneke van den Muyzenberg. Hij woont in Warmond. Hij is de broer van schrijfster Lenie 't Hart (niet te verwarren met de dierenactiviste Lenie 't Hart) en verre familie van cabaretier en zanger Wim Sonneveld. In januari 2021 kreeg 't Hart een herseninfarct. Later dat jaar onderging hij hartchirurgie. Naar eigen zeggen herstelde hij redelijk goed.

## Boekverfilmingen en televisie
- In 1977 vertoonde het televisieprogramma NOS Beeldspraak de korte documentaire Maarten 't Hart en de ingesleten gewoonte (24') van Erik van Zuylen over 't Harts onderzoek naar het gedrag van mens en dier aan de hand van zijn eigen gedrag en gewoonten. De uitgebreidere Engelstalige versie (1:42') verscheen onder de titel Stuck on Habits.
- In 1981 kwam de film Een vlucht regenwulpen van regisseur Ate de Jong uit, met in de hoofdrol Jeroen Krabbé.
- In 2006 kwam de film Het woeden der gehele wereld van regisseur Guido Pieters uit.
- In 2014 verscheen Maarten 't Hart in de televisieserie Maartens moestuin van de VPRO